# 6x2
『6x2』（ろくかけるに、仏語Six fois deux, Sur et sous la communication）は、監督・脚本ジャン＝リュック・ゴダール、アンヌ＝マリー・ミエヴィルによる、1976年製作のフランスのテレビ映画である。2つのパートに分かれた100分番組、6本のパッケージであることからつけられた（「6つある2」）のがこのタイトルである。

## 概要
1972年、『ジェーンへの手紙』の完成をもって「ジガ・ヴェルトフ集団」（1968年 - 1972年）を解散したゴダールは、アンヌ＝マリー・ミエヴィルともに映画製作会社「ソニマージュ」をイゼール県グルノーブルに設立（設立第一作は『ジェーンへの手紙』）、1948年以来25年間を過ごしたパリを離れ、1973年に本拠地を移す。
グルノーブルでのゴダールは、『万事快調』（1972年）をプロデュースした若手映画プロデューサージャン＝ピエール・ラッサムが、処女作をはじめ60年代をゴダールのプロデュースしたヴェテラン・ジョルジュ・ド・ボールガールをかつぎだしてつくった「『勝手にしやがれ』のパート2」こと『パート2』（1975年）を監督・脚本（共同脚本ミエヴィル）したところであった。
つぎに、パリのフランス国立視聴覚研究所（INA）に企画書を出し、1975年から撮影を開始し、ミエヴィルとゴダールが初めて共同監督したテレビ映画が本作、『6x2』であった。全編ベータカムで撮影されたわけだが、『パート2』がそうであったように、部分的にビデオテープに収録し、再生させたモニタを35ミリの映画用カメラで撮影するという手法はとることはあったが、本作がゴダール初の完全ビデオ収録作品となった。つづいて翌1977年、本作同様のINAと「ソニマージュ」社の共同製作で、『二人の子どもフランス漫遊記』（1977年 - 1978年）をゴダール＝ミエヴィルは手がけることになる。
撮影のウィリアム・リュプチャンスキーは、「ジガ・ヴェルトフ集団」時代に『勝利まで』（1970年中断）を手がけ、その後5年ぶりの『パート2』につづいての連投。さらに『二人の子どもフランス漫遊記』、『うまくいってる?』、『勝手に逃げろ/人生』まで連続でゴダールの映像を支える。もうひとりのカメラマンドミニク・シャピュイは、1971年、撮影監督ピエール＝ウィリアム・グレンの助手として、ジャック・リヴェット監督の12時間を越える狂気の超大作映画『アウトワン』でキャリアを始めた男であり、リヴェット監督の『ノロワ』（1976年）からリュプチャンスキーの助手となったばかりである。今回はゴダール式の連名のクレジットとなった。
その後グルノーブルでは、ラッサムのプロデュースにより、あと2本をゴダール＝ミエヴィルは共同監督・共同脚本する。かつて完成できなかった『勝利まで』を再編集した『ヒア&ゼア・こことよそ』（1976年）、新撮の『うまくいってる?』（1978年）である。1979年には、スイス・レマン湖畔ヴォー州ロールへと、ゴダールとミエヴィルは本拠地を移していく。
ロールでの第一作、つまり商業映画への復帰作である『勝手に逃げろ/人生』（1979年）のあとも、グルノーブルで培ったビデオによる作品づくりは自在につづけられ、やがて大作『ゴダールの映画史』（1989年 - 1998年）へと結実する。本作はそのための手法上の第一歩であるといえる。

## 解説
「2つのパートに分かれた100分番組、6本のパッケージ」は下記のような構成である。ABで100分、1976年7月25日から毎日曜日6回の放映であった。
- 1A だれもいない 1a Y'a personne　58分
- 1B ルイゾン 1b Louison　42分
- 2A もののレッスン 2a Leçons de choses　52分
- 2B ジャン＝リュック 2b Jean-Luc　48分
- 3A 写真と会社 3a Photos et Cie　45分
- 3B マルセル 3b Marcel　55分
- 4A 歴史ではない 4a Pas d'histoire　57分
- 4B ナナたち 4b Nanas　43分
- 5A われわれ三人 5a Nous trois　52分
- 5B 男女のルネたち 5b René(e)s　53分
- 6A 前と後 6a Avant et après　55分
- 6B ジャクリーンとルドヴィック 6b Jacqueline et Ludovic　50分

## スタッフ
- 監督　ジャン＝リュック・ゴダール、アンヌ＝マリー・ミエヴィル
- 脚本　ジャン＝リュック・ゴダール、アンヌ＝マリー・ミエヴィル
- 撮影　ウィリアム・リュプチャンスキー、ドミニク・シャピュイ
- 編集　アンヌ＝マリー・ミエヴィル
- 製作会社　フランス国立視聴覚研究所（INA、パリ）、ソニマージュ（グルノーブル）